# SnIpe
「snIpe」（スナイプ）は、KOTOKOのシングル。2009年6月24日にジェネオン・ユニバーサル・エンターテイメントジャパンからリリースされた。

## 概要
kotoko名義のシングル「蒼-iconoclast／PIGEON-the green-ey'd monster」と同時発売である。
今回は、他の作品のように通常盤・初回限定盤の2種類での販売はせず、CDとDVDが一緒となって販売する形式が採用された。もともとこの楽曲はI've設立10周年を記念して販売されたボックスI've Sound 10th Anniversary 「Departed to the future」Special CD BOXに収録されており、その楽曲をシングルカットをしただけのものとなった。カップリングには2009年1月2日に日本武道館にて行われたコンサートの音源を収録している、なお今回収録された「Close to me…」はKOTOKOのボーカリストとしてのデビュー曲である。KOTOKOのシングルとしては初めてのノンタイアップシングルである。

## 収録曲
1. snIpe [5:05]
作詞：KOTOKO／作曲・編曲：井内舞子
2. Close to me…-I'VE in BUDOKAN 2009 Live Ver.- [3:42]
作詞：KOTOKO／作曲・編曲：高瀬一矢
3. snIpe（Instrumental）